# Cyathus helenae
Cyathus helenae o nido de pájaro de Helena es una especie de hongo del género Cyathus, familia Nidulariaceae. Al igual que otros miembros de las Nidulariaceae, C. helenae se asemeja a un diminuto nido de pájaro lleno de «huevos» -estructuras que contienen esporas conocidas como peridiolos-. Fue descrita inicialmente por el micólogo Harold Brodie en 1966, que la encontró creciendo en un pedregal de montaña en Alberta (Canadá). El ciclo biológico de C. helenae le permite reproducirse tanto sexual como asexualmente. C. helenae, una de las especies más pequeñas de Cyathus, produce una serie de moléculas diterpenoides químicamente únicas conocidas como ciatinas. El epíteto específico de esta especie fue dado por Brodie en homenaje a su difunta esposa Helen.

## Descripción
El parecido que tiene Cyathus helenae con un nido de pájaro en miniatura con huevos es el origen de su nombre común, hongos nido de pájaro. El cuerpo del fruto, o peridio, de C. helenae es obcónico, es decir, tiene forma de cono invertido. El tercio superior del peridio está fuertemente ensanchado hacia fuera y la abertura suele tener 5-6 mm de ancho, mientras que la altura del cuerpo del fruto es de 7 mm. La superficie exterior del peridio, el ectoperidio, es de color marrón pálido a gris y está cubierta de grupos de hifas fúngicas que parecen pelos. Estos pelos parecen estar agregados en racimos («nodulares»), y generalmente apuntan hacia abajo. La superficie interna del peridio, el endoperidio, es lisa con una superficie gris a plateada y algo brillante. Como muchas otras especies de Cyathus, la copa está unida a su superficie de crecimiento por un grupo de micelio llamado emplazamiento; en C. helenae el diámetro del emplazamiento es típicamente más ancho que el del peridio, y a menudo incorpora trozos de «basura orgánica».

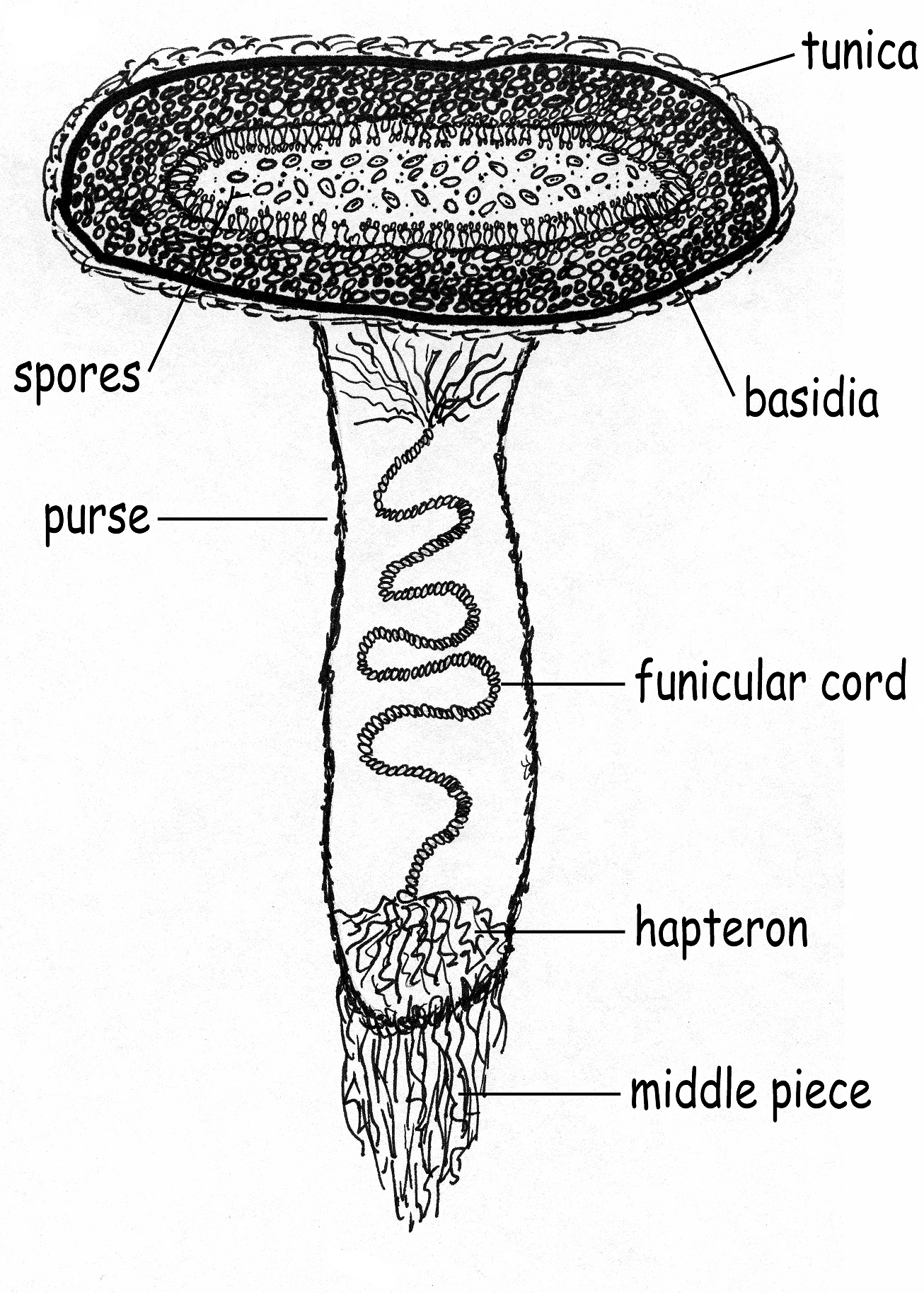
Sección transversal de un periodículo y un funículo adjunto

Los «huevos» del nido de pájaros -los peridiolos- tienen 2 mm de diámetro y están cubiertos de una túnica plateada (la capa de recubrimiento más externa del periodiolo). Los peridiolos están unidos al cuerpo del fruto por un funículo, una estructura de hifas diferenciada en tres regiones: la pieza basal, que la une a la pared interna del peridio, la pieza media y una vaina superior, llamada bolsa, conectada a la superficie inferior del peridioleo. En la bolsa y la pieza central hay un hilo enrollado de hifas entrelazadas llamado cordón funicular, unido por un extremo al peridiole y por el otro a una masa enredada de hifas llamada hapteron. Las esporas de C. helenae tienen forma esférica u ovoide, con unas dimensiones de 12-14 μm de largo por 15-19 μm de ancho. Suelen ser ligeramente más estrechas en un extremo y suelen tener un grosor de la pared de la espora de 1,5 μm.
Cyathus helenae se distingue del más común C. striatus por su tenue plicatura en la superficie interna (C. striatus tiene una plicatura más pronunciada), la disposición nodular de los pelos en la superficie externa y, microscópicamente, por la forma de la espora: elipsoide en C. striatus, ovoide o esferoidal en C. helenae.

## Hábitat y distribución
La especie fue descrita inicialmente por el micólogo Harold J. Brodie en 1966, quien la recolectó en el Parque de las Montañas Rocosas en Alberta, Canadá, a una altitud de 7.000 pies (2.100 m). Crecía entre las pequeñas piedras planas del pedregal, a menudo adherida a restos podridos o secos de plantas alpinas. Brodie derivó el nombre de la especie como homenaje a su difunta esposa Helen. Se sabe que esta especie vive en hábitats alpinos y boreales, así como en zonas secas de Idaho. En 1988 se informó por primera vez de la presencia de C. helenae en México; en 2005 se informó de su crecimiento en bosques tropicales de la Reserva de la Biosfera de Calakmul (Calakmul, México), y en Costa Rica. En 2014 se registró en Brasil, el primer informe de esta especie en Sudamérica.

## Ciclo de vida
El ciclo de vida de Cyathus helenae contiene fases haploides y diploides, típico de los taxones basidiomicetos que pueden reproducirse tanto asexualmente (mediante esporas vegetativas) como sexualmente (con meiosis). Las basidiosporas producidas en los peridiolos contienen cada una un único núcleo haploide. Tras la dispersión, las esporas germinan y crecen hasta convertirse en hifas homocariotas, con un solo núcleo en cada compartimento. Cuando dos hifas homocariotas de diferentes grupos de compatibilidad de apareamiento se fusionan entre sí, forman un micelio dicarionte en un proceso denominado plasmogamia. Tras un periodo de tiempo y en las condiciones ambientales adecuadas, pueden formarse cuerpos fructíferos a partir del micelio dicarionte. Estos cuerpos fructíferos producen peridiolos que contienen los basidios sobre los que se forman las nuevas basidiosporas. Los basidios jóvenes contienen un par de núcleos haploides sexualmente compatibles que se fusionan, y el núcleo de fusión diploide resultante se somete a meiosis para producir basidiosporas haploides.

## Dispersión de esporas
Cuando una gota de agua que cae golpea el interior de la copa con el ángulo y la velocidad adecuados, los peridiolos son expulsados al aire por la fuerza de la gota. La fuerza de eyección desgarra la bolsa y provoca la expansión del cordón funicular, antes enrollado a presión en la parte inferior de la bolsa. Los peridiolos, seguidos por el cordón funicular altamente adhesivo y el hapteron basal, pueden golpear un tallo o un palo de una planta cercana. El hapteron se pega a él, y el cordón funicular se enrolla alrededor del tallo o palo impulsado por la fuerza del peridiole aún en movimiento. Después de secarse, el peridiole permanece unido a la vegetación, donde puede ser comido por un animal herbívoro que paste, y más tarde depositado en el estiércol de ese animal para continuar el ciclo de vida.

## Compuestos bioactivos

Estructura de la ciatina A3.

Cyathus helenae produce una serie de compuestos químicos diterpenoides conocidos como ciatinas, que tienen propiedades antibióticas contra la bacteria Staphylococcus aureus. La capacidad de producir ciatinas -similar a la de C. striatus y C. africanus- se limita a las cepas haploides. La estructura química básica de las ciatinas, conocida como esqueleto de ciatano, es químicamente única y se ha investigado mediante resonancia magnética nuclear del carbono-13 (RMN 13C); también se han creado sintéticamente moléculas con esta estructura.